# BMW HP2

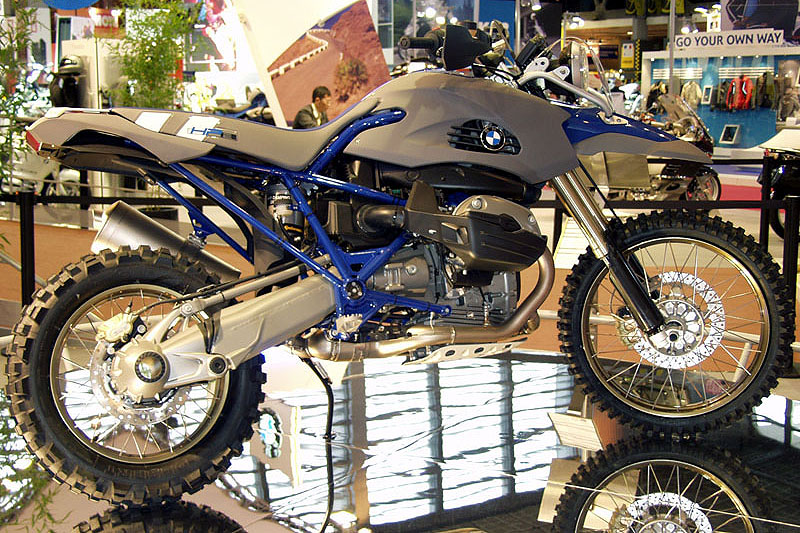
BMW HP2 Enduro

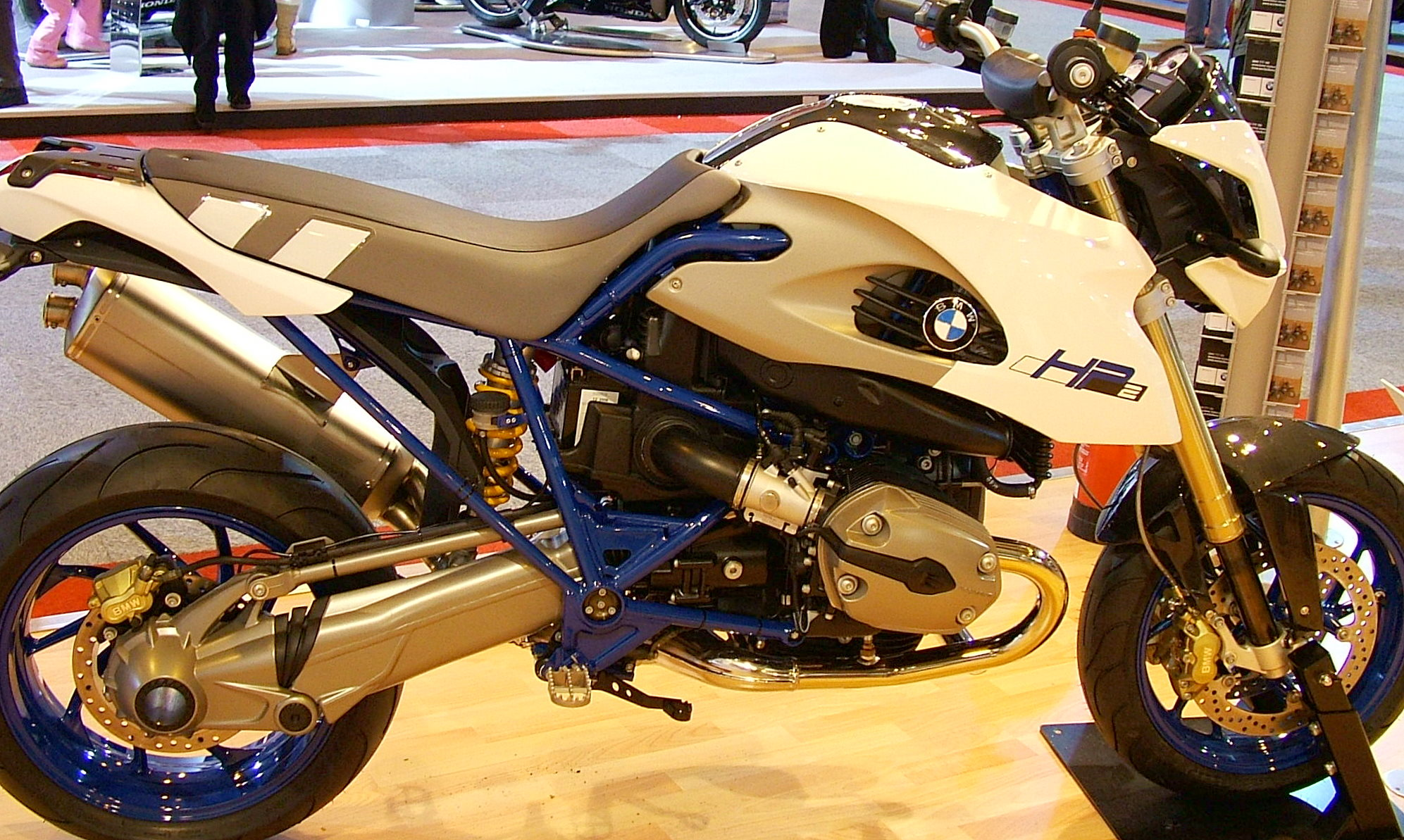
BMW HP2 MegaMoto

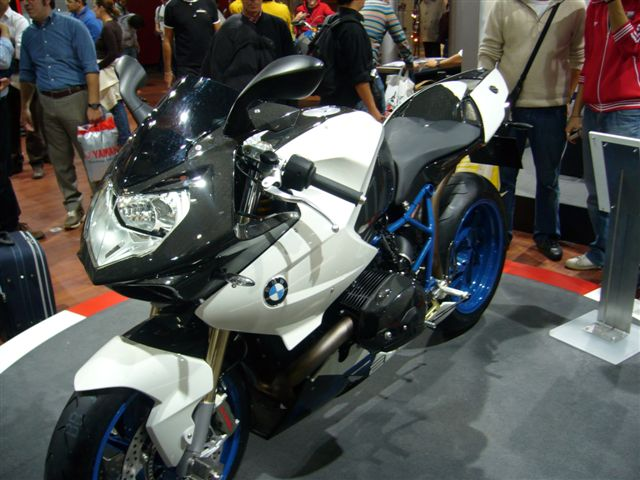
BMW HP2 Sport

Mit HP2 bezeichnete BMW eine sportlich orientierte Motorradbaureihe, die von 2005 bis 2010 mit Boxermotor angeboten wurde. „HP“ steht für High Performance und „2“ für die Anzahl der Zylinder.
Es gab drei Modelle:
- BMW HP2 Enduro (2005–2006) mit Gitterrohrrahmen, ähnlich den Rallye-Maschinen der Firma HPN, konventioneller Upside-Down Gabel und Luftfederbein. Das für ein Motorrad dieser Leistungsklasse niedrige Trockengewicht von 179 kg und der tiefe Schwerpunkt ergeben gute Fahreigenschaften im Gelände. Der luft-/ölgekühlte Zweizylinder-Viertakt-Boxermotor leistet bei einem Hubraum von 1.170 cm³ ca. 77 kW (105 PS) und erreicht ein maximales Drehmoment von 115 Nm. Die Kraft überträgt markentypisch eine Einscheiben-Trockenkupplung und ein 6-Gang-Getriebe zum momentabgestützten Endantrieb (Kardan/Paralever). BMW verzichtete auf einige übliche Ausstattungsmerkmale: Antiblockiersystem, Hauptständer, Sozius-Fußrasten und Koffersystem. Dafür gibt es eine eingebaute Wasserwaage zum Ausbalancieren des voll einstellbaren Fahrwerks. Optional erhältlich waren Heizgriffe und 17"-Supermoto-Speichenräder für Straßenreifen.

- Die BMW HP2 Megamoto (2006–2008) basiert auf der Enduro, ist aber als Supermoto mehr straßenorientiert ausgelegt. Hauptunterschiede zur Enduro sind: 17"-Aluminium-Räder, gekürzte Federwege, konventionelles Federbein, Doppelscheiben-Bremsanlage (vorne) und ein anderes Erscheinungsbild.

- Die BMW HP2 Sport (2007–2010) ist eine Replika, basierend auf den Werks-Langstrecken-Rennmaschinen von 2007. Diese Werksrenner basieren wiederum auf der R 1200 S. Hauptunterschied zur R 1200 S ist, abgesehen vom äußeren Erscheinungsbild, der stark überarbeitete und leistungsgesteigerte Boxermotor mit je zwei obenliegenden Nockenwellen pro Zylinderkopf (DOHC) und vier radial angeordneten Ventilen, der 98 kW (133 PS) leistet.[1] Ungewöhnlich ist, dass jede Nockenwelle jeweils ein Einlass- und Auslassventil steuert. Durch konsequenten Leichtbau konnte das Leergewicht auf 206 kg (fahrfertig) gehalten werden. So hat die HP2 Sport unter anderem ein selbsttragendes Heck aus kohlenstofffaserverstärktem Kunststoff, hat also keinen separaten Heckrahmen.